# Domenico Cattaneo
Pour les articles homonymes, voir Cattaneo.
Domenico Cattaneo, né à Naples le 20 décembre 1696 et mort le 2 décembre 1782 à Barra,  prince de Sannicandro, est un aristocrate italien qui fut ambassadeur au royaume d'Espagne en 1740. Il était grand d'Espagne de première classe, chevalier de l'ordre royal de Saint-Janvier, chevalier de l'ordre de la Toison d'or, majordome majeur de la Maison royale du royaume de Naples, gentilhomme de la chambre du roi Charles IV et régent de la Grande Cour du vice-roi.

## Biographie
En 1759, le roi Charles III quitte son royaume de Naples et de Sicile pour se rendre dans son royaume d'Espagne sous le nom de Charles III. Il confie son fils Ferdinand, âgé de huit ans, à Domenico Cattaneo comme précepteur. Le gouvernement du royaume est confié à un conseil de régence, dont font partie en particulier Domenico Cattaneo et le marquis Bernardo Tanucci. C'est ce dernier qui tient en fait les rênes du royaume. Cattaneo se dévoue d'une manière peu commune à sa tâche de précepteur de l'héritier royal, car il privilégie, plutôt que l'étiquette et la préparation aux affaires d'État, le divertissement, la pêche, la chasse et les mœurs rustiques.
À la majorité du roi, le conseil de régence est dissout et transformé en conseil d'État dont Cattaneo fait encore partie. 
Il fut aussi un ami des arts, tissant par exemple des liens avec Francesco Solimena qui fit une série de portraits de la famille du prince de Sannicandro, aujourd'hui à Paris.
Il était l'époux de Giulia di Capua, princesse de Roccamarina, duchesse de Termoli, marquise de Guglionesi et de Torrefrancolise, comtesse de Montagano, de Villalago, de Campo di Giove et de Canzano. Il fait construire la villa Giulia de Barra où il meurt. Il est inhumé à l'église Santa Maria della Stella de Naples.

## Source de la traduction
- (it) Cet article est partiellement ou en totalité issu de l’article de Wikipédia en italien intitulé « Domenico Cattaneo » (voir la liste des auteurs).